# HIST1H2AE
HIST1H2AE (англ. Histone cluster 1 H2A family member b) – білок, який кодується однойменним геном, розташованим у людей на короткому плечі 6-ї хромосоми. Довжина поліпептидного ланцюга білка становить 130 амінокислот, а молекулярна маса — 14 135.
| 10         |  | 20         |  | 30         |  | 40         |  | 50         |
| ---------- |  | ---------- |  | ---------- |  | ---------- |  | ---------- |
| MSGRGKQGGK |  | ARAKAKTRSS |  | RAGLQFPVGR |  | VHRLLRKGNY |  | SERVGAGAPV |
| YLAAVLEYLT |  | AEILELAGNA |  | ARDNKKTRII |  | PRHLQLAIRN |  | DEELNKLLGR |
| VTIAQGGVLP |  | NIQAVLLPKK |  | TESHHKAKGK |  |            |  |            |

A: Аланін

D: Аспарагінова кислота

E: Глутамінова кислота

F: Фенілаланін

G: Гліцин

H: Гістидин

I: Ізолейцин

K: Лізин

L: Лейцин

M: Метіонін

N: Аспарагін

P: Пролін

Q: Глутамін

R: Аргінін

S: Серин

T: Треонін

V: Валін

Кодований геном білок за функцією належить до фосфопротеїнів. 
Задіяний у такому біологічному процесі, як ацетилювання. 
Білок має сайт для зв'язування з ДНК. 
Локалізований у ядрі, хромосомах.